# Церковь Казанской иконы Божией Матери (Ламишино)
Церковь Казанской иконы Божией Матери в Ламишине (Казанский храм) — православный храм Истринского благочиния Московской епархии, расположенный на хуторе Ламишино Истринского района Московской области.

## История
Первое упоминание церкви Спаса Нерукотворного Образа относится к 1670 году: 
…по книге Дмитровской десятины старосты поповского Пречистенского попа Леонтия новоприбылая церковь Нерукотворенного Образа в вотчине Феодора Львова Плещеева, в селе Богородском (Ламишине тож)…

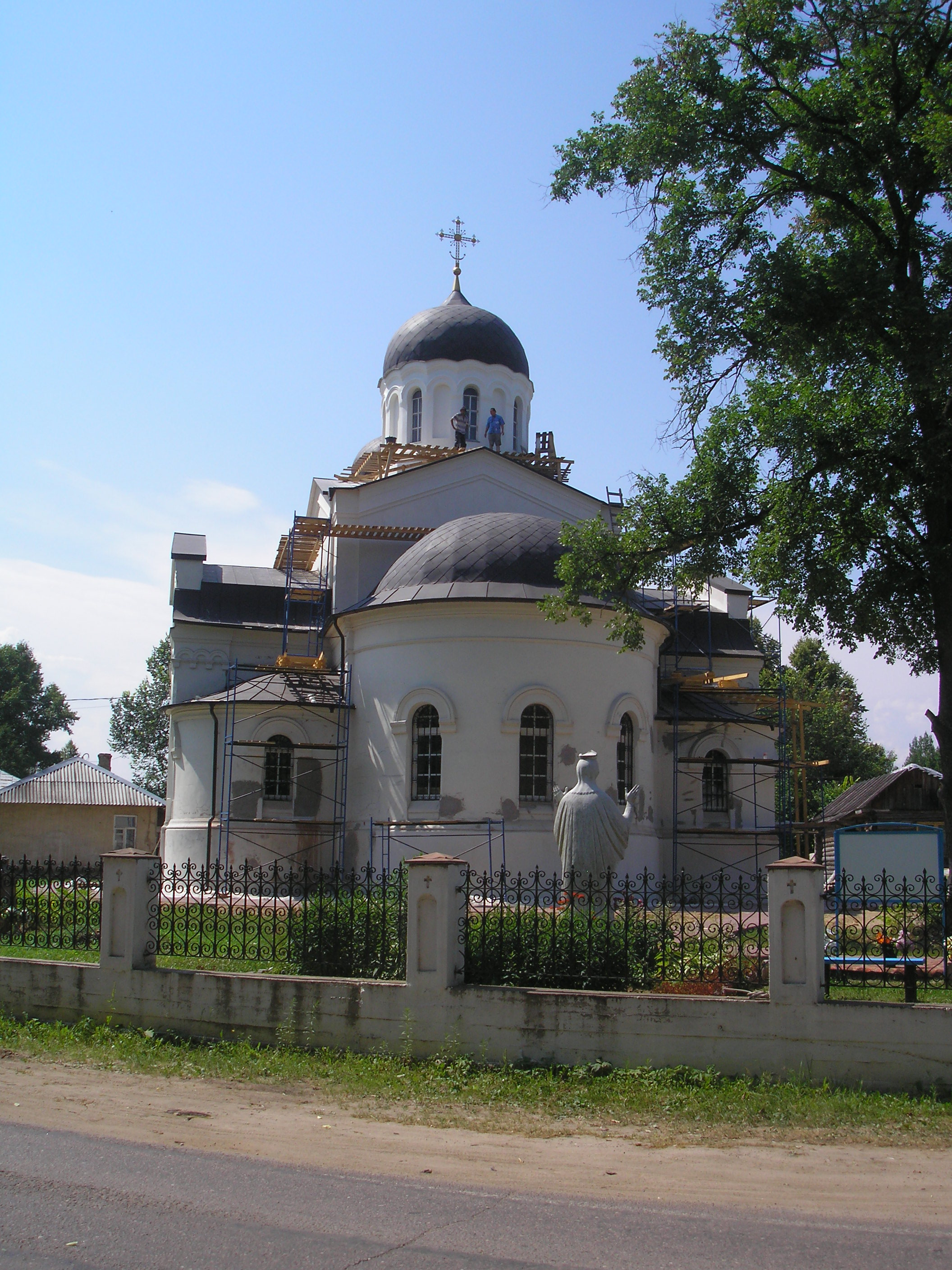

Позже к храму был пристроен придел Казанской иконы Божией Матери. Со временем остался только Казанский придел — в 1743 году церковь упомянута, как просто Казанская.
К 1756 году храм обветшал, начали строить новую деревянную, с приделами Николая Чудотворца и Марии Магдалины, которая в 1799 была освящена. Видимо, что-то произошло, поскольку, согласно источникам, в 1803 году на её место был поставлен также деревянный храм, перенесённый из села Тёплое. Церковь неоднократно переделывалась, но к концу века так же пришла в негодность и в 1902 году, по завещанию москвички Анны Петровой, началось строительство каменного храма. Церковь, с использованием мотивов средневековой сербской архитектуры, сооружалась на многочисленные пожертвования московским архитектором Александром Галецким, закончена в 1905 году и 11 сентября освящена епископом Можайским Серафимом. Придел Марии Магдалины переосвящён в честь праведной Анны — в память о жертвовательнице. В 1908 году церковь была расписана: стены — по образцу стенописи Виктора Васнецова Владимирского собора в Киеве, свод — по образцу главного купола храма Христа Спасителя.
Закрыта в 1929 году, в 1995 году была создана православная община, спустя два года назначен настоятель, 3 мая 1998 года состоялась первая литургия.

## Духовенство
- Настоятель храма — протоиерей Николай Ельчев[2]